# منی جاسینتو
منی جاسینتو (انگلیسی: Manny Jacinto؛ زادهٔ ۱۹ اوت ۱۹۸۷) یک هنرپیشه اهل کانادا است.
از فیلم‌ها یا مجموعه‌های تلویزیونی که وی در آن‌ها نقش داشته است می‌توان به روزی روزگاری،  سوپرنچرال، ۱۰۰ نفر، آی‌زامبی، متل بیتس و رودیز اشاره نمود.